# (9552) 1985 UY
1985 يو واي (ويعرف أيضًا باسم (9552) 1985 يو واي وفق تسمية الكوكب الصغير) (بالإنجليزية: 1985 UY)‏ هو كويكب ضمن حزام الكويكبات؛ وترتيبه 9552 من حيث الاكتشاف.
اكتُشف هذا الجُرم الفلكي بواسطة Antonín Mrkos ‏ في 24 أكتوبر 1985.

## وصلات خارجية
- (9552) 1985 UY في قاعدة بيانات مختبر الدفع النفاث لأجرام النظام الشمسي الصغيرة

- الاكتشاف · مخطط المدار ·  العناصر المدارية · المعلمات المادية

- (9552) 1985 UY على موقع ويكي سكاي: DSS2, SDSS, GALEX, IRAS, Hydrogen α, X-Ray, Astrophoto, Sky Map, Articles and images